# Пожарный аудит
Независимая оценка пожарного риска (аудит пожарной безопасности) — форма оценки соответствия, которая проводится третьим лицом (независимым от проектировщика и собственника здания). Для оценки соответствия привлекается экспертная организация, осуществляющая деятельность в области оценки пожарного риска. Порядок получения экспертной организацией добровольной аккредитации Устанавливается МЧС России.
С 1 мая 2009 года вступил в силу Федеральный закон № 123-ФЗ «Технический регламент о требованиях пожарной безопасности»,который вводит совершенно новый механизм контроля и надзора за пожарной безопасностью на объектах защиты. В нем объединены многочисленные требования пожарной безопасности, действующие в России до этого. Согласно Закону, каждый объект защиты (здание, сооружение, технологические установки, оборудование и т. п.) должен иметь Систему обеспечения пожарной безопасности, отвечающую заданным нормам пожарного риска. Независимую оценку пожарного риска(аудит пожарной безопасности) могут осуществлять аккредитованные при МЧС экспертные организации. 
В случае установления соответствия объекта защиты требованиям пожарной безопасности, установленным федеральными законами о технических регламентах и нормативными документами по пожарной безопасности, путём независимой оценки пожарного риска, собственник получает Заключение о независимой оценке пожарного риска на срок не более 3 лет.

## Порядок проведения пожарного аудита
а) анализ документов, характеризующих пожарную опасность объекта защиты;
б) пожарно-техническое обследование объекта защиты для получения объективной информации о состоянии пожарной безопасности объекта защиты, выявления возможности возникновения и развития пожара и воздействия на людей и материальные ценности опасных факторов пожара, а также для определения соответствия объекта защиты требованиям пожарной безопасности;
в) в случаях, установленных нормативными документами по пожарной безопасности, — проведение необходимых исследований, испытаний, расчетов и экспертиз, а в случаях, установленных Федеральным законом «Технический регламент о требованиях пожарной безопасности», — расчетов по оценке пожарного риска;
г) подготовка вывода о выполнении условий соответствия объекта защиты требованиям пожарной безопасности либо в случае их невыполнения разработка мер по обеспечению выполнения условий, при которых объект защиты будет соответствовать требованиям пожарной безопасности.
Результаты проведения пожарного аудита оформляются в виде заключения о независимой оценке пожарного риска, направляемого собственнику.

## Правила оформления аудиторского заключения
В заключении указываются:
а) наименование и адрес экспертной организации;
б) дата и номер договора, в соответствии с которым проведен пожарный аудит;
в) реквизиты собственника;
г) описание объекта защиты, в отношении которого проводился пожарный аудит;
д) фамилии, имена и отчества лиц (должностных лиц), участвовавших в проведении независимой оценки пожарного риска;
е) результаты проведения пожарного аудита, в том числе результаты выполнения работ, предусмотренных подпунктами «а» — «в» пункта 4 настоящих правил;
ж) вывод о выполнении условий соответствия объекта защиты требованиям пожарной безопасности либо в случае их невыполнения — рекомендации о принятии мер, предусмотренных подпунктом «г» пункта 4 настоящих Правил.
Заключение подписывается должностными лицами экспертной организации, утверждается руководителем и скрепляется печатью.
В течение 5 рабочих дней после утверждения заключения экспертная организация направляет копию заключения в структурное подразделение территориального органа МЧС России, в сферу ведения которого входят вопросы организации и осуществления государственного пожарного надзора, или в территориальный отдел (отделение, инспекцию) этого структурного подразделения.
Экспертная организация не может проводить пожарный аудит если:
а) на этом объекте организацией выполнялись другие работы и (или) услуги в области пожарной безопасности;
б) объект принадлежит ей на праве собственности или ином законном основании.